# Caridad San Antonio
Caridad San Antonio är en ort i Mexiko.   Den ligger i kommunen Chenalhó och delstaten Chiapas, i den sydöstra delen av landet, 700 km öster om huvudstaden Mexico City. Caridad San Antonio ligger 1 920 meter över havet och antalet invånare är 509.
Terrängen runt Caridad San Antonio är kuperad västerut, men österut är den bergig. Runt Caridad San Antonio är det ganska tätbefolkat, med 166 invånare per kvadratkilometer. Närmaste större samhälle är Larrainzar, 7,2 km sydväst om Caridad San Antonio. Omgivningarna runt Caridad San Antonio är en mosaik av jordbruksmark och naturlig växtlighet.